# Minoru Yanagida

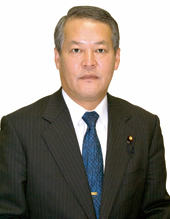
Minoru Yanagida (2010)

Minoru Yanagida (jap. 柳田 稔 Yanagida Minoru; * 6. November 1954 in Kagoshima, Präfektur Kagoshima, gemeldet in Fukuyama, Präfektur Hiroshima) ist ein ehemaliger japanischer Politiker (DSP→NFP→parteilos→DP→DFP→„alte“ DVP→parteiloses Mitglied der DVP-Sangiin-Fraktion), langjähriger Abgeordneter aus Hiroshima in beiden Kammern des Nationalparlaments und 2010 für kurze Zeit Justizminister.

## Leben
Yanagida, der sein Studium an der Universität Tokio zwischenzeitlich unterbrach, um in einem Sushi-Restaurant zu arbeiten, war nach seinem Studienabschluss 1983 zunächst für Kōbe Seikōsho (Kobelco) tätig, wo er auch in der Gewerkschaft aktiv war. 1990 wechselte er in die Politik und kandidierte bei der Shūgiin-Wahl 1990 im SNTV-Fünfmandatswahlkreis Hiroshima 3 – dem Wahlkreis von Kiichi Miyazawa und Shizuka Kamei – als Kandidat der Demokratisch-Sozialistischen Partei (DSP) für das Parlament. Mit dem vierthöchsten Stimmenanteil gewann er einen Sitz; 1993 konnte er auch den SPJ-Kandidaten übertreffen und wurde auf Platz drei hinter Miyazawa und Kamei im Amt bestätigt.
Nach dem Scheitern der Anti-LDP-Koalitionen von Morihiro Hosokawa und Tsutomu Hata 1993/94 beteiligte sich Yanagida wie die meisten DSP-Mitglieder an der Gründung der Neuen Fortschrittspartei. Für diese kandidierte er 1996 im neu geschaffenen Einzelwahlkreis Hiroshima 7 und unterlag deutlich Kiichi Miyazawa. Zwei Jahre später kehrte Yanagida als unabhängiger Kandidat bei der Sangiin-Wahl 1998 als Abgeordneter für die Präfektur Hiroshima (zwei Mandate je Wahl) ins Parlament zurück. Anschließend schloss er sich der Demokratischen Partei an und gehört zur Demokratisch-Sozialistischen Gesellschaft, in der sich vor allem ehemalige DSP-Mitglieder sammeln. 2004 wurde er mit dem höchsten (vor Ikuo Kamei), 2010 und 2016 mit dem zweithöchsten Stimmenanteil (hinter Yōichi Miyazawa) jeweils für weitere sechs Jahre bestätigt. Im Sangiin war er unter anderem Vorsitzender des Ausschusses für Gesundheit, Soziales und Arbeit (ab 2009) und Generalsekretär der DPJ-Sangiin-Fraktion (ab 2010).
Bei einer Kabinettsumbildung im September 2010 berief Premierminister Naoto Kan Yanagida als Justizminister in sein Kabinett und übertrug ihm außerdem die Zuständigkeit für die „Entführungsfrage [japanischer Staatsbürger durch die Demokratische Volksrepublik Korea]“. Am 14. November 2010 äußerte er auf einer Veranstaltung in seinem Wahlkreis, das Amt des Justizministers sei einfach: Mit zwei Standardsätzen könne er alle Fragen aus dem Parlament, auf die er keine Antwort wisse, beantworten (「個別の事案についてはお答えを差し控えます」, kobetsu no jian ni tsuite wa okotae o sashihikaemasu, „Ich sehe davon ab, Einzelfälle zu kommentieren“; 「法と証拠に基づいて適切にやっております」, hō to shōko ni motozuite tekisetsu ni yatte orimasu, „Ich handele angemessen auf der Grundlage von Recht und Beweisen“). Die Opposition sah diese Äußerung als Missachtung des Parlaments, strebte eine „Rügeresolution“ im Sangiin an, wo sie die Mehrheit hält, und drohte, die Beratungen für den Zusatzhaushalt für das Fiskaljahr 2010 zu verzögern. Yanagida wurde von Kabinettssekretär Yoshito Sengoku gerügt und entschuldigte sich im Haushaltsausschuss des Sangiin für seine Aussagen. Am 22. November 2010 trat er von seinem Ministeramt zurück.
Im Dezember 2021 kündigte Yanagida seinen Rückzug aus der Politik an und trat bei der Sangiin-Wahl 2022 nicht mehr an.